# دولنو نووو سلو (استان صوفیه)
دولنو نووو سلو (به بلغاری: Dolno Novo Selo) یک منطقهٔ مسکونی در بلغارستان است که در استان صوفیه واقع شده‌است.